# Jan Franciszek Adametz
Jan Franciszek Adametz (XVIII wiek) – wrocławski drukarz. 
Drukował czasopismo Schlesischer Nouvellen Courier (w latach 1736–1741), poprzednio wydawane przez swego teścia, Karla Leopolda Bachlera. W czasach rządów pruskich wskutek zatargów z cenzurą nie uzyskał prolongaty przywileju wydawniczego i musiał opuścić Wrocław.